# Over the Rainbow (Connie Talbot)
Over the Rainbow è l'album di debutto di Connie Talbot, pubblicato il 26 novembre 2007, quando la cantante aveva sette anni. Ha ricevuto recensioni negative da parte di critici e ha raggiunto la trentacinquesima posizione nella classifica britannica. 
La maggior parte delle registrazioni furono fatte in una stanza a casa della zia di Talbot. Per promuovere l'album, Talbot si esibì diverse volte e fece un tour in Asia. Over the Rainbow è riuscito ad avere più successo in Asia, raggiungendo il primo posto in Taiwan, Corea del Sud e Hong Kong.

## Tracce
1. Over the Rainbow – 2:52
2. I Believe – 2:58
3. White Christmas – 3:15
4. Smile – 2:48
5. Imagine – 3:05
6. Walking in the Air – 3:32
7. Favourite Things – 2:37
8. What a Wonderful World – 2:21
9. Ben – 2:46
10. I Will Always Love You – 4:25
11. Silent Night – 3:29
12. I Have a Dream – 4:33